# Roure pènol
El roure pènol (Quercus robur) és un arbre caducifoli molt gran, fins a 40 m. És un arbre corpulent i majestuós que arriba a viure centenars d'anys. És un dels principals roures silvestres d'Europa perquè forma grans boscos de manera natural, als Països Catalans només es troba a les comarques centrals i del nord del Principat. Això és conseqüència del fet que requereix clima humit i sòls rics i profunds, és a dir clima d'influència atlàntica.

## Descripció

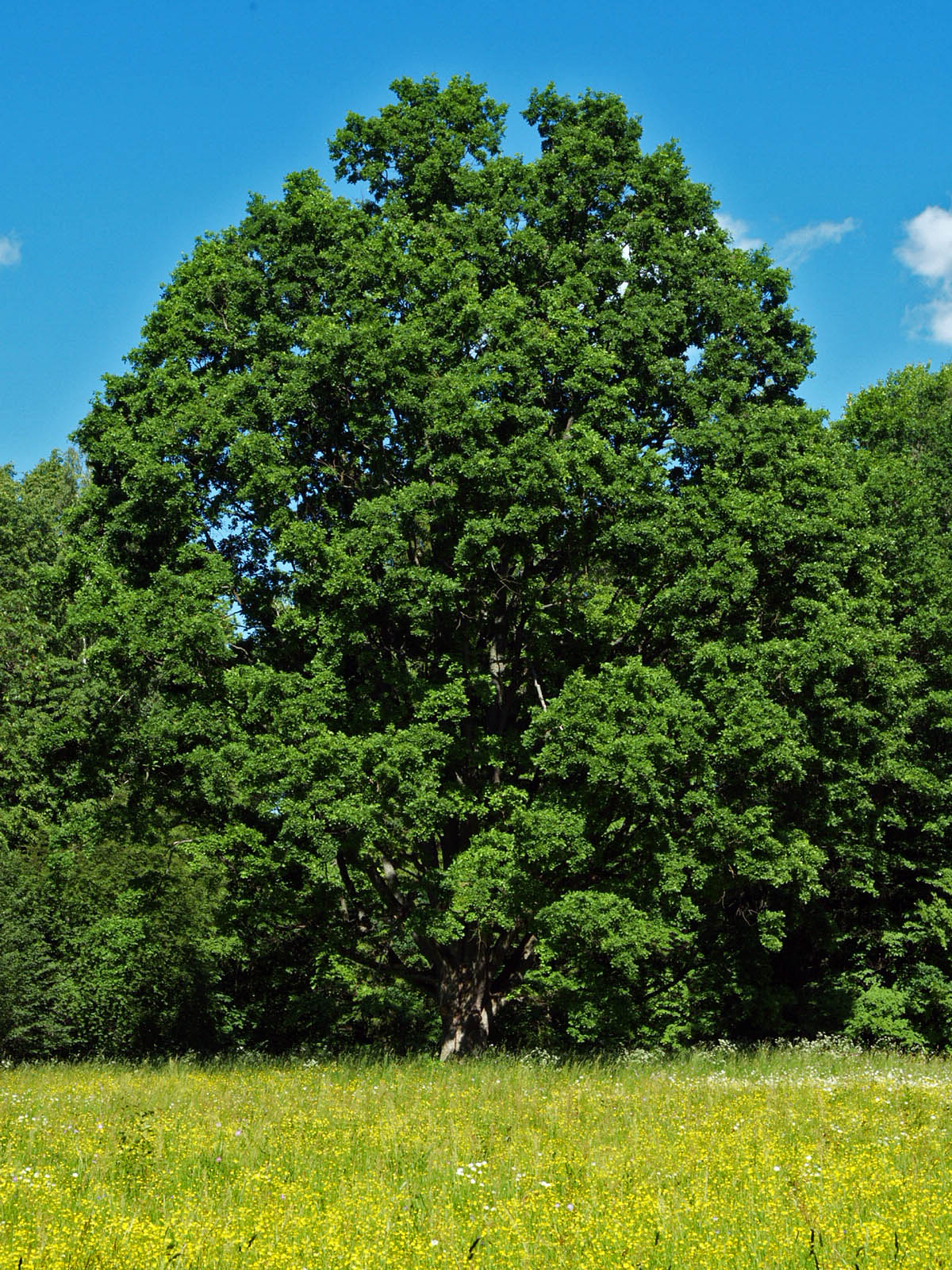
Un roure pènol

El tronc és clivellat amb l'escorça grisenca. Quan creix en rouredes sol ser alt i ramificat només a partir de 10 m d'alçada amb les branques verticals i capçada ampla. Quan creix aïllat es ramifica gairebé des de la base i fa la capçada arrodonida. La seva fusta és dura i resistent, és molt apreciada en fusteria i en construcció.
Les fulles són d'un verd fosc i lluents al feix i més clares al revers. A més, són fulles caduques, ovades i allargassades, sense pèls o gairebé, profundament lobulades i amb dues orelleres a la base. El pecíol és molt curt, gairebé inexistent. Les fulles tenen de 5 a 10 cm. La seva nervació és pinnada. Els branquillons també són glabres (mancats de pèls)
Les flors són unisexuals al mateix arbre (monoic), i presenten un periant de 6 tèpals sepaloides soldats. Les flors masculines pengen en inflorescències amb aspecte d'espiga, sovint pèndula (aments pènduls) de 3 a 8 cm, en canvi les femenines són solitàries i axil·lars d'1 a 3 cm. Floreix cap al mes de maig.
El fruit és una gla allargassada i inserida dins una cúpula recoberta d'esquames gairabé planes, soldades a la base. S'agrupen d'1-5 al capdamunt d'un peduncle llarg, de fins a 12 cm. Aquesta és una de les característiques clau per identificar aquest roure sense error i diferenciar-lo d'altres com és el cas del roure de fulla grossa. Madura a la tardor i s'usava tradicionalment per a l'engreix del bestiar.

## Simbologia
El nom específic "Robur" d'aquesta espècie va ser triat per Lineo. L'empraven els romans per designar els roures i qualsevol tipus de fusta dura i de gran solidesa.
El roure (Quercus robur), arbre sagrat a la mitologia cèltica, era venerat com a senyor del bosc i símbol de poder. Quercus procedeix del celta que vol dir «arbre elegant». Grecs i romans el van venerar i van consagrar Zeus i Júpiter.
Tal és la seva vinculació amb la força que quan diem d'algú que sembla un roure al·ludim a la seva formidable salut.

## Hàbitat i distribució
Es distribueix per tota l'Europa atlàntica fins a l'Àsia occidental, des de Galícia als Urals. Constitueix extensos boscos als territoris de clima atlàntic. És el roure més exigent en humitat ambiental. Té preferències en sòls àcids i humits.
A Catalunya forma boscos alts als indrets de clima clarament atlàntic molt humit i sobre sòls profunds. Les rouredes de pènol més notables de Catalunya es troben a la Vall d'Aran i a la Garrotxa. Aquests tipus de sòl, també és el més adient per l'agricultura, de manera que han estat històricament privades de gran part pel seu domini potencial. També creixen en petits rodals al Ripollès, a la vora del riu Ter, al Collsacabra a Osona, i a la comarca de la Selva. Manca a les Illes i al País Valencià.

## Característiques de cultiu
REG I HUMITAT: El roure pènol ha de disposar d'una humitat suficient en el sòl. Tendeix a llocs on es produeixen precipitacions entre els 600 i els 1000 litres anuals. Tot i això, no pot viure en sòls inundats.
No el trobarem en llocs on l'estiu sigui massa sec ni en ambients amb poca humitat ambiental, però resisteix la sequera si està ben adaptat. Per les seves preferències de llocs humits, el trobem en els vessants dels boscos conjuntament amb altres arbres que comparteixen les mateixes necessitats d'humitat.
TEMPERATURA I EXPOSICIÓ: Prefereix una exposició assolellada quan ja s'ha desenvolupat. Quan és jove una mica d'ombra li va bé.
No li agraden les zones massa caloroses a l'estiu, sobretot les superiors a 25 °C. És resistent al fred (arriba a aguantar fins als -15 °C). Per tant, la seva temperatura ideal es troba entre els 18 i 20 °C.
Pot ser plantat en llocs amb forts vents, però no a prop de vents marins.
PLANTACIÓ I PODA: Es poden obtenir a partir de llavors a finals d'hivern. Les llavors d'aquests arbres no s'han de deixar assecar per què perden ràpidament les seves capacitats germinatives. El millor és plantar-les fressques directament.
No s'han de podar més del que és just per a treure les branques que estan danyades.
TRASPLANTAMENT: És un tipus d'arbre que no hauria de ser trasplantat, perquè és molt difícil fer-ho sense fer malbé les seves arrels i causar una mala adaptivitat.
TIPUS DE SÒL: Prefereixen sòls argilosos i no els agraden els sòls àcids rics en turba o sòls calcaris.

## Propietats i beneficis
- Les herboristeries fan servir les ganyes, l'escorça de branques joves i, en menor mesura, les glans. És molt ric en tanins, i conté flavonoides, pectina i àcid gàl·lic.
- En forma de planta seca serveix per fer infusió (galls i fulles).
- En qualsevol d'aquestes formes, el roure destaca en medicina natural per les seves propietats.
- També és un bon remei natural per afavorir l'eliminació d'impureses de la pell, així com per calmar escaldadures i cremades lleus del dia a dia.

## Usos[3]
Aquest arbre de la família de les fagàcies es cultiva i s'aprofita com:
Aliment: Les glans constitueixen un bon aliment per al bestiar, sobretot el porcí. A més, proporcionen una farina comestible empreada per fer pa i galetes.
Mobiliari, construcció i eines: La fusta és de qualitat excel·lent, de gra fi, dura i pesada, molt empreada en torneria, fusteria i ebenisteria, per a la fabricació de vaixells, dogues per a botes i barrils, mobles i contraplacats. És molt resistent al podriment, fins i tot dins de l'aigua.
Com planta de tint: La gla del roure serveix per a donar color
En jardineria: S'utilitza el roure en jardins de grans dimensions. És un arbre que té un port molt gran (pot arribar als 40 m), a més de produir una copa molt amplia. Per això, necessita molt d'espai. El conjunt de les seves arrels és molt allargat i molt fort, pot arribar a espatllar les construccions quan es planta a prop d'aquestes i no li donen el seu espai.
Com planta medicinal: Les propietats medicinals del roure deriven de la riquesa en tanins i flavonoides, que li proporcionen propietats astringents, antisèptiques, antiinflamatòries i hemostàtiques. Alguns dels usos més característics són: 
- Per a diarrees
- Per a la incontinència urinària
- Per a inflamacions urinàries i prevenir pedres al ronyó
- Per rentar i cicatritzar ferides
- Per alleujar les hemorroides

Altres: És un bon combustible i se n'obté un carbó de qualitat. També, de l'escorça se n'extreuen tanins per adobar les pells.

## Toxicitat
El roure no és una planta tòxica. Però en tenir una gran riquesa en tanins i àcids fenòlics (20%) fa que ho pugui arribar a ser.
Els tanins són uns compostos químics que en dosis altes poden causar alteracions intestinals i irritació de la mucosa digestiva. A causa d'aquests components el roure s'ha d'utilitzar amb precaució, especialment via interna.

## Plagues i malalties del roure
Algunes de les principals malalties són:
- Floridura negra: malaltia caracteritzada per l'aparició d'una capa negra sobre les fulles. Es produeix a conseqüència de les floridures que creixen sobre el líquid que produeixen els pugons o les cotxinilles en xuclar la saba ({{format ref}} https://www.jardineriaon.com/ca/ganyes-de-roure.html). S'ha de fumigar amb els productes adequats per a cada un, cosa que resulta pràcticament impossible si es tracta d'arbres grans.
- Antracnosi: malaltia produïda pel fong Apiognomia que afecta les branques i les fulles quan el clima és molt humit. Al nervi central de la fulla es produeixen lesions de color marró clar que es pot estendre produint la caiguda de les fulles. El tractament requereix la utilització de productes específics de coure i la destrucció de les fulles contaminades.
- Cloriosi: es produeix en roures plantats a terrenys amb un pH molt elevat o en terrenys massa compactats. Això impedeix l'adequada absorció de minerals, especialment del ferro, cosa que fa que les fulles esdevinguin de color groc. El tractament suposa l'adequació del terreny mitjançant el remogut de la terra o l'aplicació dels minerals adequats mitjançant adobs foliars.
- Podridura de les arrels: es produeix als roures més vells i resulta molt difícil de diagnosticar, ja que generalment només es pot veure quan el vent fort enderroca els arbres malalts.

Les principals plagues que afecten els roures són:
- Vespes de ganyes (Amphibolips i Dipolepis): són insectes cinípedes que produeixen ganyes sobre qualsevol part de l'arbre. Aquestes són de color marró i tenen un diàmetre d'1,5 cm aproximadament. En general, no solen afectar l'arbre. Quan són molt abundants, requereixen un tractament específic.
- Lepidòpters: moltes larves de papallones s'alimenten dels brots tendres d'aquests arbres.

## Sinonímia
- cuneifolia Vuk. 1833
- fastigiata Lam.1785
- filicifolia A.DC 1864
- foemina Mill. 1768
- fructipendula Schrank 1789
- germanica Lasch 1857
- haas Kotschy 1858
- hispanica Willk. 1852
- laciniata Lodd. 1836
- lanuginosa Beck 1890 nom. illeg.
- longaeva Salisb. 1792 nom. illeg.
- oxylepis Vuk. 1883
- pedunculata Ehrhart 1789
- pedunculata Hoffm. 1791
- pyramidalis Gmelin 1808
- racemosa Lam. 1785
- robustissima Simonk. 1890
- stenocarpa Vuk. 1879
- suecica Borbas 1890
- tardifolia Stev. 1857

## Subespècies
Habitualment es reconeixen tres subespècies:
- Q. robur subsp. robur, compren les poblacions orientals, arribant des d'occident fins a la vora de Galícia.
- Q. robur subsp. broteroana Schwarz, del nord de Portugal i nord-oest d'Espanya, amb els lòbuls de les fulles menys profunds.
- Q. robur subsp. estremadurensis (Schwarz) Camus, del nord i del centre de Portugal, arribant a l'extrem occidental de Sierra Morena, amb fulles més primes i les fulles de primavera de nerviació secundària regular, desproveïda de nervis intercalars.

## Rouredes destacables

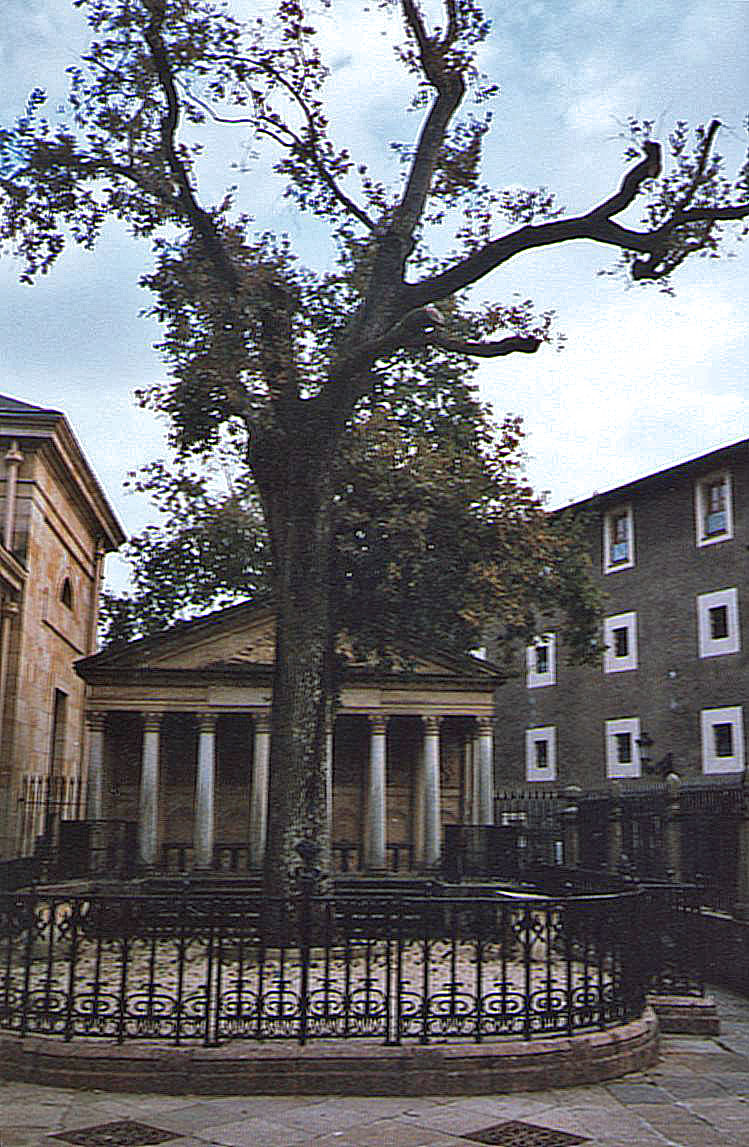
L'Arbre de Guernica és un roure

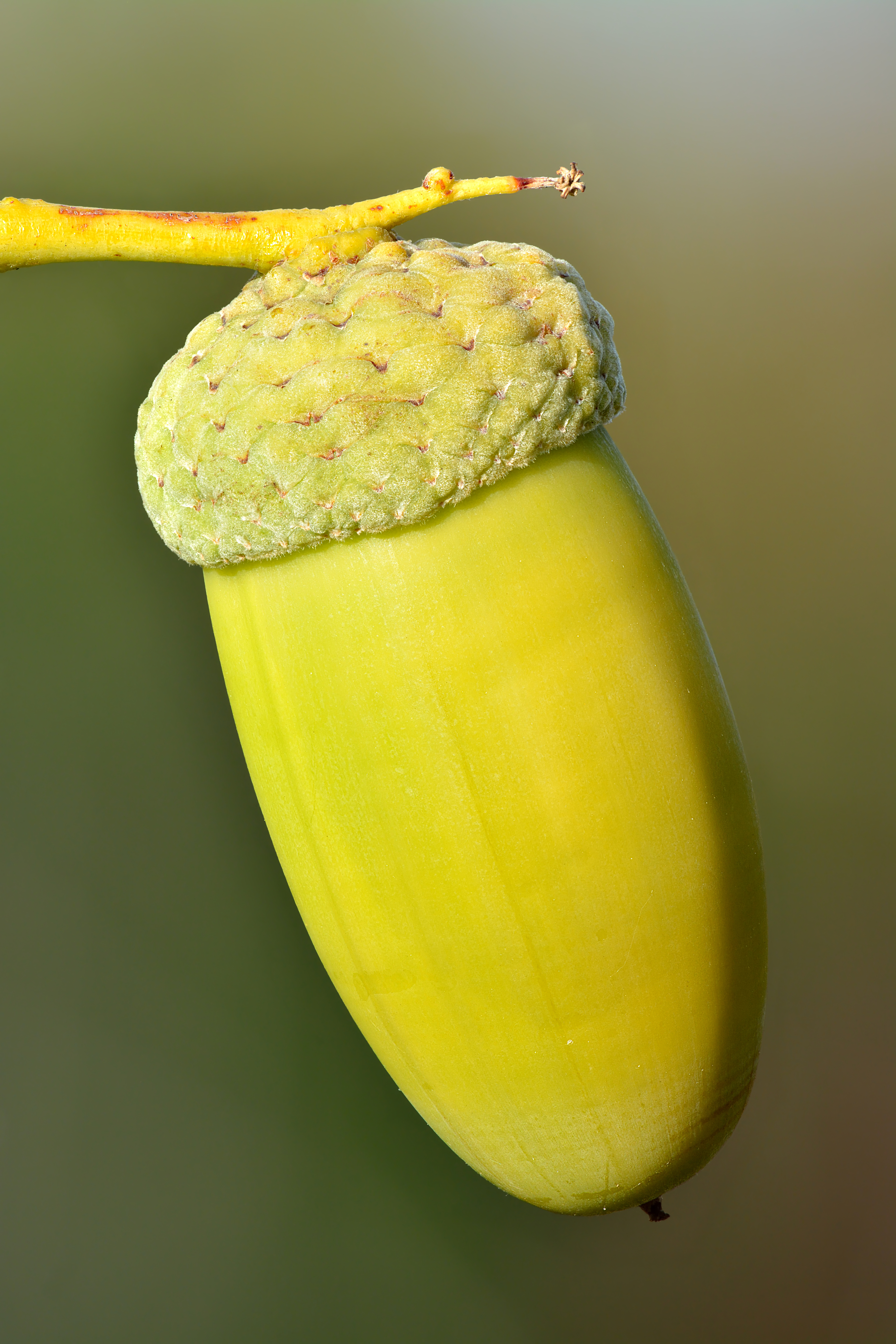
Gla

- El Pla de Baix i Batet (Garrotxa)
- L'arbre de Guernica és un roure.
- Roureda de Tordera.